# رنیل
رنیل (انگلیسی: Raniel؛ زادهٔ ۱۱ ژوئن ۱۹۹۶) بازیکن فوتبال اهل برزیل است.
از باشگاه‌هایی که در آن بازی کرده‌است می‌توان به باشگاه ورزشی کروزیرو اشاره کرد.